# Val en Vignes
Val en Vignes község Franciaország Új-Aquitania régiójában, Deux-Sèvres megyében. Új községként 2017. január 1-jén jött létre három korábbi község: Cersay, Bouillé-Saint-Paul és Massais egyesítésével. Lakosainak száma 2023 fő (2022. január 1.).

## Népesség
| Lakosok száma | 2031 | 2047 | 2054 | 2044 | 2035 | 2027 | 2023 |
|               | 2015 | 2017 | 2018 | 2019 | 2020 | 2021 | 2022 |